# Општина Чалчикомула де Сесма (Пуебла)
Чалчикомула де Сесма (шп. Chalchicomula de Sesma) општина је у Мексику у савезној држави Пуебла. Општина се налази на надморској висини од 2526 м.

## Становништво
Према подацима из 2010. у општини је живело 43882 становника.

### Хронологија
| Година       | 2000                  | 2005                  | 2010                  |
| ------------ | --------------------- | --------------------- | --------------------- |
| Становништво | 38711 (18745 / 19966) | 40871 (19478 / 21393) | 43882 (21092 / 22790) |

### Попис
| \| \| м \| \| \| ж \| \| 0—2 \| 1.243 \| \| \| 1.241 \| \| 3—5 \| 1.342 \| \| \| 1.338 \| \| 6—11 \| 2.817 \| \| \| 2.792 \| \| 12—14 \| 1.373 \| \| \| 1.428 \| \| 15—17 \| 1.491 \| \| \| 1.412 \| \| 18—24 \| 2.642 \| \| \| 2.954 \| \| 60+ \| 2.062 \| \| \| 2.350 \| \| Просек : \| 28,1 \| \| \| 29,1 \| |       |  |  |       |
| |       |  |  |       |
| | м     |  |  | ж     |
| 0—2 | 1.243 |  |  | 1.241 |
| 3—5 | 1.342 |  |  | 1.338 |
| 6—11 | 2.817 |  |  | 2.792 |
| 12—14 | 1.373 |  |  | 1.428 |
| 15—17 | 1.491 |  |  | 1.412 |
| 18—24 | 2.642 |  |  | 2.954 |
| 60+ | 2.062 |  |  | 2.350 |
| Просек : | 28,1  |  |  | 29,1  |

| #   | Индикатор                                                                                        | Вредност |
| --- | ------------------------------------------------------------------------------------------------ | -------- |
| 1   | Становништво од 0 до 2 године                                                                    | 2484     |
| 2   | Мушко становништво од 0 до 2 године                                                              | 1243     |
| 3   | Женско становништво од 0 до 2 године                                                             | 1241     |
| 4   | Становништво са 3 и више година                                                                  | 41293    |
| 5   | Мушко становништво са 3 и више година                                                            | 19794    |
| 6   | Женско становништво са 3 и више година                                                           | 21499    |
| 7   | Становништво са 5 и више година                                                                  | 39516    |
| 8   | Мушко становништво са 5 и више година                                                            | 18890    |
| 9   | Женско становништво са 5 и више година                                                           | 20626    |
| 10  | Становништво са 12 и више година                                                                 | 33004    |
| 11  | Мушко становништво са 12 и више година                                                           | 15635    |
| 12  | Женско становништво са 12 и више година                                                          | 17369    |
| 13  | Становништво са 15 и више година                                                                 | 30203    |
| 14  | Мушко становништво са 15 и више година                                                           | 14262    |
| 15  | Женско становништво са 15 и више година                                                          | 15941    |
| 16  | Становништво са 18 и више година                                                                 | 27300    |
| 17  | Мушко становништво са 18 и више година                                                           | 12771    |
| 18  | Женско становништво са 18 и више година                                                          | 14529    |
| 19  | Становништво од 3 до 5 година                                                                    | 2680     |
| 20  | Мушко становништво од 3 до 5 година                                                              | 1342     |
| 21  | Женско становништво од 3 до 5 година                                                             | 1338     |
| 22  | Становништво од 6 до 11 година                                                                   | 5609     |
| 23  | Мушко становништво од 6 до 11 година                                                             | 2817     |
| 24  | Женско становништво од 6 до 11 година                                                            | 2792     |
| 25  | Становништво од 8 до 14 година                                                                   | 6497     |
| 26  | Мушко становништво од 8 до 14 година                                                             | 3237     |
| 27  | Женско становништво од 8 до 14 година                                                            | 3260     |
| 28  | Становништво од 12 до 14 година                                                                  | 2801     |
| 29  | Мушко становништво од 12 до 14 година                                                            | 1373     |
| 30  | Женско становништво од 12 до 14 година                                                           | 1428     |
| 31  | Становништво од 15 до 17 година                                                                  | 2903     |
| 32  | Мушко становништво од 15 до 17 година                                                            | 1491     |
| 33  | Женско становништво од 15 до 17 година                                                           | 1412     |
| 34  | Становништво од 18 до 24 године                                                                  | 5596     |
| 35  | Мушко становништво од 18 до 24 године                                                            | 2642     |
| 36  | Женско становништво од 18 до 24 године                                                           | 2954     |
| 37  | Женско становништво од 15 до 49 година                                                           | 11862    |
| 38  | Становништво са 60 и више година                                                                 | 4412     |
| 39  | Мушко становништво са 60 и више година                                                           | 2062     |
| 40  | Женско становништво са 60 и више година                                                          | 2350     |
| 41  | Однос између мушкараца и жена                                                                    | 92.55    |
| 42  | Становништво од нуле до 14 година                                                                | 13574    |
| 43  | Становништво од 15 до 64 године                                                                  | 26979    |
| 44  | Становништво од 65 година и више                                                                 | 3224     |
| 45  | Просечан број деце                                                                               | 2.75     |
| 46  | Становништво рођено у ентитету                                                                   | 40823    |
| 47  | Мушко становништво рођено у ентитету                                                             | 19716    |
| 48  | Женско становништво рођено у ентитету                                                            | 21107    |
| 49  | Становништво рођено у другом ентитету                                                            | 2778     |
| 50  | Мушко становништво рођено у другом ентитету                                                      | 1248     |
| 51  | Женско становништво рођено у другом ентитету                                                     | 1530     |
| 52  | Становништво од 5 година и више резидентно у ентитету у јуну 2005. године                        | 38263    |
| 53  | Мушко становништво старосног доба од 5 година и више, резидентно у ентитету у јуну 2005. године  | 18188    |
| 54  | Женско становништво старосног доба од 5 и више година, резидентно у ентитету у јуну 2005. године | 20075    |
| 55  | Становништво од 5 година и више које је живело у другом ентитету у јуну 2005. године             | 795      |
| 56  | Мушко становништво старије од 5 година које је живело у другом ентитету у јуну 2005. године      | 385      |
| 57  | Женско становништво старије од 5 година које је живело у другом ентитету у јуну 2005. године     | 410      |
| 58  | Становништво од 3 године и више које говори аутохтони језик                                      | 159      |
| 59  | Мушко становништво старо 3 године и више које говори аутохтони језик                             | 101      |
| 60  | Женско становништво старо 3 године и више које говори аутохтони језик                            | 58       |
| 61  | Становништво од 3 године и више које говори аутохтони језик и не говори шпански језик            | 0        |
| 62  | Мушко становништво старо 3 године и више које говори аутохтони језик и не говори шпански         | 0        |
| 63  | Женско становништво старо 3 године и више које говори аутохтони језик и не говори шпански језик  | 0        |
| 64  | Становништво старо 3 године и више које говори аутохтони језик и шпански                         | 105      |
| 65  | Мушко становништво старо 3 године и више које говори аутохтони језик и шпански                   | 74       |
| 66  | Женско становништво старо 3 године и више које говори аутохтони језик и шпански                  | 31       |
| 67  | Становништво од 5 година и више које говори аутохтони језик                                      | 156      |
| 68  | Становништво од 5 година и више које говори аутохтони језик и не говори шпански језик            | 0        |
| 69  | Становништво од 5 година и више које говори аутохтони језик и говори шпански језик               | 104      |
| 70  | Становништво у домородачким домаћинствима                                                        | 317      |
| 71  | Становништво са ограничењима у активностима                                                      | 2182     |
| 72  | Становништво са ограниченим ходањем или кретањем, горе или доле                                  | 1176     |
| 73  | Становници са ограничењима вида, чак и уз кориштење сочива                                       | 655      |
| 74  | Становништво са ограничењима говора, комуникације или конверзације                               | 166      |
| 75  | Становништво са ограниченим слухом                                                               | 240      |
| 76  | Становништво са ограничењима при одевању, купању или јелу                                        | 66       |
| 77  | Становништво са ограничењима у опажању или учењу једноставних ствари                             | 76       |
| 78  | Становништво са менталним ограничењима                                                           | 117      |
| 79  | Становништво без ограничења активности                                                           | 41391    |
| 80  | Становништво од 3 до 5 година које не похађа школу                                               | 1341     |
| 81  | Мушко становништво од 3 до 5 година које не похађа школу                                         | 666      |
| 82  | Женско становништво од 3 до 5 година које не похађа школу                                        | 675      |
| 83  | Становништво од 6 до 11 година које не похађа школу                                              | 177      |
| 84  | Мушко становништво од 6 до 11 година које не похађа школу                                        | 95       |
| 85  | Женско становништво од 6 до 11 година које не похађа школу                                       | 82       |
| 86  | Становништво од 12 до 14 година које не похађа школу                                             | 206      |
| 87  | Мушко становништво од 12 до 14 година које не похађа школу                                       | 117      |
| 88  | Женско становништво од 12 до 14 година које не похађа школу                                      | 89       |
| 89  | Становништво од 15 до 17 година похађа школу                                                     | 1879     |
| 90  | Мушко становништво од 15 до 17 година похађа школу                                               | 927      |
| 91  | Женско становништво између 15 и 17 година живота у школи                                         | 952      |
| 92  | Становништво од 18 до 24 године похађа школу                                                     | 1256     |
| 93  | Мушко становништво од 18 до 24 године похађа школу                                               | 589      |
| 94  | Женско становништво од 18 до 24 године похађа школу                                              | 667      |
| 95  | Становништво од 8 до 14 година које не може да чита и пише                                       | 283      |
| 96  | Мушко становништво старосног доба од 8 до 14 година које не може да чита и пише                  | 159      |
| 97  | Женско становништво старосног доби од 8 до 14 година које не може да чита и пише                 | 124      |
| 98  | Становништво од 15 година и више које је неписмено                                               | 3699     |
| 99  | Мушко становништво од 15 година и више које је неписмено                                         | 1388     |
| 100 | Женско становништво од 15 година и више које је неписмено                                        | 2311     |
| 101 | Становништво старо 15 и више година без школовања                                                | 3607     |
| 102 | Мушко становништво старо 15 и више година без школовања                                          | 1425     |
| 103 | Женско становништво старо 15 и више година без школовања                                         | 2182     |
| 104 | Становништво старосног доба 15 и више година са непотпуним основним образовањем                  | 5657     |
| 105 | Мушко становништво старосног доба од 15 година и више са непотпуном основним образовањем         | 2718     |
| 106 | Женско становништво старосног доба 15 и више година са непотпуном основним образовањем           | 2939     |
| 107 | Становништво старо 15 и више година са комплетним основним образовањем                           | 5670     |
| 108 | Мушко становништво старо 15 година и више са комплетним основним образовањем                     | 2721     |
| 109 | Женско становништво старо 15 и више година са комплетним основним образовањем                    | 2949     |
| 110 | Становништво старосног доба 15 и више година са непотпуним средњим образовањем                   | 1739     |
| 111 | Мушко становништво старосног доба од 15 година и више са непотпуним средњим образовањем          | 903      |
| 112 | Женско становништво старосног доба од 15 година и више са непотпуним средњим образовањем         | 836      |
| 113 | Становништво старо 15 и више година са пуним секундарном образовањем                             | 6196     |
| 114 | Мушко становништво старосног доба од 15 година и више са пуним секундарном образовањем           | 3144     |
| 115 | Женско становништво старосног доба од 15 година и више са пуним секундарном образовањем          | 3052     |
| 116 | Становништво старије од 18 година са постосновним образовањем                                    | 6376     |
| 117 | Мушко становништво старије од 18 година са постосновним образовањем                              | 2939     |
| 118 | Женско становништво старије од 18 година са постосновним образовањем                             | 3437     |
| 119 | Просечна оцена школовања                                                                         | 7.12     |
| 120 | Просечан ниво образовања мушке популације                                                        | 7.25     |
| 121 | Просечан ниво образовања женског становништва                                                    | 6.99     |
| 122 | Економски активно становништво                                                                   | 15908    |
| 123 | Економски активна мушка популација                                                               | 11917    |
| 124 | Економски активна женска популација                                                              | 3991     |
| 125 | Становништво које није економски активно                                                         | 16929    |
| 126 | Мушко становништво које није економски активно                                                   | 3614     |
| 127 | Женско становништво које није економски активно                                                  | 13315    |
| 128 | Запослено становништво                                                                           | 15311    |
| 129 | Запослено мушко становништво                                                                     | 11424    |
| 130 | Запослено женско становништво                                                                    | 3887     |
| 131 | Незапослена популација                                                                           | 597      |
| 132 | Незапослена мушка популација                                                                     | 493      |
| 133 | Незапослена женска популација                                                                    | 104      |
| 134 | Становништво без права на здравствене услуге                                                     | 21596    |
| 135 | Становништво које има право на здравствене услуге                                                | 22115    |
| 136 | Становништво које има право на ИМСС                                                              | 5483     |
| 137 | Становништво које има право на социјално осигурање                                               | 1709     |
| 138 | Становништво које има право на државно социјално осигурање                                       | 1240     |
| 139 | Становништво које има право на опште осигурање или здравствено осигурање за нову генерацију      | 12372    |
| 140 | Становништво које је било једном или није било у браку током 12 година и више                    | 11409    |
| 141 | Венчано или уједињено становништво од 12 година и више                                           | 18567    |
| 142 | Становништво које је било у браку или уједињено 12 година и више                                 | 2987     |
| 143 | Становништво са католичком религијом                                                             | 40097    |
| 144 | Протестанти, еванђелисти и библијски следбеници различити од еванђелиста                         | 2108     |
| 145 | Становништво са другим религијама различитим од претходних                                       | 285      |
| 146 | Становништво без религије                                                                        | 186      |
| 147 | Укупно пописаних домаћинства                                                                     | 10359    |
| 148 | Пописна домаћинства на челу са мушкарцима                                                        | 7980     |
| 149 | Пописна домаћинства на челу са женама                                                            | 2379     |
| 150 | Становништво у пописним домаћинствима                                                            | 43432    |
| 151 | Становништво у пописним домаћинствима на челу са мушкарцима                                      | 35015    |
| 152 | Становништво у пописним домаћинствима на челу са женама                                          | 8417     |
| 153 | Укупно домаћинстава                                                                              | 12635    |
| 154 | Укупно насељених домаћинстава                                                                    | 10394    |
| 155 | Укупно приватних кућа                                                                            | 12600    |
| 156 | Насељени приватни домови                                                                         | 10359    |
| 157 | Укупно насељених приватних кућа                                                                  | 10391    |
| 158 | Ненасељене приватне куће                                                                         | 1562     |
| 159 | Појединачна домаћинства за привремену употребу                                                   | 679      |
| 160 | Становници у насељеним приватним кућама                                                          | 43432    |
| 161 | Насељеност станара у приватним становима                                                         | 4.19     |
| 162 | Просечно становника по соби у приватним насељеним домаћинствима                                  | 1.29     |
| 163 | Појединачна домаћинства са подовима од различитих материјала од земље                            | 9490     |
| 164 | Појединачна домаћинства у приземљу                                                               | 843      |
| 165 | Појединачна домаћинства са једном спаваћом собом                                                 | 4746     |
| 166 | Појединачна домаћинства са две спаваће собе и више                                               | 5602     |
| 167 | Појединачна домаћинства са једним собом                                                          | 980      |
| 168 | Појединачна домаћинства са две собе                                                              | 2616     |
| 169 | Појединачна домаћинства са 3 собе и више                                                         | 6739     |
| 170 | Појединачна домаћинства која имају електрично светло                                             | 10256    |
| 171 | Појединачна домаћинства која немају електрично светло                                            | 90       |
| 172 | Појединачна домаћинства која имају водоводну воду у стамбеном простору                           | 9932     |
| 173 | Појединачна домаћинства која немају водоводну воду у стамбеном простору                          | 399      |
| 174 | Појединачна домаћинства која имају тоалет                                                        | 10041    |
| 175 | Појединачна домаћинства која имају канализацију                                                  | 8373     |
| 176 | Појединачна домаћинства која немају канализацију                                                 | 1957     |
| 177 | Појединачна домаћинства која имају електрично светло, довод воде из јавне мреже и канализацију   | 8100     |
| 178 | Појединачна домаћинства без икаквих услова                                                       | 338      |
| 179 | Појединачна домаћинства која имају радио                                                         | 8065     |
| 180 | Појединачна домаћинства која имају телевизор                                                     | 9657     |
| 181 | Појединачна домаћинства која имају фрижидер                                                      | 4884     |
| 182 | Појединачна домаћинства која имају машину за веш                                                 | 4102     |
| 183 | Појединачна домаћинства која имају аутомобил или комби                                           | 2519     |
| 184 | Појединачна домаћинства која имају рачунар                                                       | 1286     |
| 185 | Појединачна домаћинства која имају фиксну телефонску линију                                      | 2523     |
| 186 | Појединачна домаћинства која имају мобилни телефон                                               | 4252     |
| 187 | Појединачна домаћинства која имају приступ интернету                                             | 642      |